# Деникина, Елизавета Фёдоровна
Елизавета (Эльжбета) Фёдоровна (Францисковна) Деникина (до замужества — Вжесиньская; пол. Elżbieta Denikina (Wrzesińska); 1843—1916) — мать российского военного деятеля, одного из лидеров Белого движения в период Гражданской войны в России, А. И. Деникина.

## Биография
Эльжбета Францисковна Вжесиньская родилась в 1843 году в городе Стшельно, в польской католической семье обедневших мелких землевладельцев, единственным заработком которой было шитьё. С годами это ремесло освоила и Елизавета — перебравшись в приграничный город Петроков, она стала работать швеёй, содержа на вырученные деньги себя и пожилого отца. Здесь, в Петрокове, состоялось знакомство молодой женщины с отставным майором Иваном Ефимовичем Деникиным. Он был гораздо старше её и ранее уже состоял в браке (его первая супруга умерла), но это не помешало Елизавете в 1871 году согласиться выйти за Деникина замуж, а ещё спустя год, 16 декабря 1872 года, родить ему сына Антона.
После замужества Елизавета не отказалась от католичества в пользу православной веры и регулярно посещала костёл, а дома продолжала говорить по-польски. Впрочем, несмотря на последнее обстоятельство, к четырём годам она обучила Антона русской грамоте, сделав это в качестве подарка Ивану Ефимовичу к именинам. Глубоко верующий православный христианин, последний воспитывал мальчика «в русскости и православии», и его супруга никогда не препятствовала этому. Однажды, когда Деникин был ребёнком, в его жизни произошёл случай, который запомнился ему на всю жизнь. Как-то раз Елизавета Фёдоровна вернулась домой из костёла очень расстроенная, с заплаканными глазами. Как оказалось, ксёндз отказался допустить её к причастию, потребовав, чтобы впредь она тайно воспитывала сына в католичестве и польскости. Узнав об этом, Иван Ефимович в резкой форме объяснился с ксёндзом, и ситуация была улажена, однако с этого момента Антон больше ни разу не посетил костёла, где иногда бывал вместе с матерью.
По свидетельству Антона Ивановича Деникина, его родители жили дружно. «Мать заботилась об отце моём так же, как и обо мне, работала без устали, напрягая глаза за мелким вышиванием, которое приносило какие-то ничтожные гроши, — напишет позднее генерал в своих неоконченных мемуарах „Путь русского офицера“. — Вдобавок она страдала периодически тяжелой формой мигрени, с конвульсиями, которая прошла бесследно лишь к старости». Размолвки между супругами возникали нечасто: Елизавета Фёдоровна «часто жаловалась на судьбу, беспросветную нужду», сопровождавшую семью Деникиных, и на стремление супруга материально помочь ещё более нуждающимся людям реагировала с неприятием и непониманием: «Что же это такое, Ефимыч, ведь нам самим есть нечего…». Как подметил Деникин, в спорах между супругами активная роль всегда оставалась за матерью — глава семьи предпочитал отмалчиваться, давая ей возможность выговориться. В 1885 году, когда Иван Ефимович Деникин ушёл из жизни, Елизавета Фёдоровна с сыном и вовсе оказались на грани нищеты — пенсия, которую выплачивало вдове государство, составляла всего 20 рублей. В этой связи мать будущего генерала была вынуждена устроиться прачкой, стирать офицерское бельё. Деникин впоследствии подмечал, что после смерти Ивана Ефимовича мать перестала наказывать и отчитывать его, стала советоваться с сыном, привлекать к организации незначительных бытовых вопросов.
Когда Антон Иванович проходил обучение в военном училище, мать ежемесячно присылала ему пять рублей. В 1905 году, узнав о том, что сын отправляется на войну с Японией, она восприняла это как нечто неизбежное, и на Варшавском вокзале, прощаясь с Антоном, старалась «делать весёлое лицо».
В 1907-1910 годах, в период службы сына в Саратове, Елизавета Фёдоровна проживала в этом городе на съёмной квартире в доме Д. Н. Банковской на углу Никольской и Аничковской улиц (ныне Радищева и Рабочая), где, помимо неё, жила престарелая няня Деникина, Аполония (Полося). Понимавшие, но плохо говорившие по-русски, женщины разговаривали между собой на польском языке, несмотря на все попытки Антона Ивановича научить их русскому и на усилия, предпринятые в молодости самой Елизаветой Фёдоровной, пытавшейся овладеть языком за чтением произведений русских авторов. В связи с этим Деникин старался не принимать гостей у себя на квартире — его мать стеснялась выступать в роли хозяйки дома из-за того, что плохо говорила по-русски.
Елизавета Фёдоровна во многом являлась причиной замкнутости, присущей образу жизни Деникина в тот период. Она была очень привязана к сыну, и он всегда отвечал ей взаимностью, был предупредителен, внимателен и заботлив с пожилой матерью. Боязнь привести в дом чужого для неё человека сдерживала стремление Деникина вступить в брак и обзавестись семьёй. Именно по этой причине женился он лишь через несколько лет после смерти Елизаветы Фёдоровны, в 1918 году.
Весной 1914 года Антон Иванович перевёз мать из Житомира в Киев, в съёмную квартиру на Большой Житомирской улице, 40. Здесь Елизавета Фёдоровна провела последние годы своей жизни. В самом начале 1916 года пожилая женщина тяжело заболела пневмонией, осложнившимся плевритом. На протяжении восьми месяцев она, не оправляясь от болезни, неотлучно лежала в постели, часто пребывала в беспамятстве. Находившийся на фронте и не имевший возможности часто посещать умирающую мать, Деникин лишь дважды выезжал в Киев по телеграфным вызовам врача и подолгу находился у постели Елизаветы Фёдоровны. В октябре 1916 года, в очередной раз приехав к матери, генерал обнаружил, что Елизавета Фёдоровна уже мертва. Деникин тяжело переживал её кончину — причинами тому стали сильная привязанность к матери и страх перед одиночеством.